# Софи Хопкинс
Софи Лиса Хопкинс (енгл. Sophie Lisa Hopkins; Сингапур, 25. новембар 1990) британска је глумица. Хопкинсова је најпознатија по улози Ејприл Маклин у научно-фантастичној серији Разред.